# 歯科衛生士学校養成所指定規則
歯科衛生士学校養成所指定規則（しかえいせいしがっこうようせいじょしていきそく）は、1950年（昭和25年）2月17日に、日本国の歯科衛生士法に基づき文部省・厚生省令第1号として公布された省令である。

## 教育内容
- 基礎分野
  - 科学的思考の基盤
  - 人間と生活
- 専門基礎分野
  - 人体（歯・口腔を除く。）の構造と機能
  - 歯・口腔の構造と機能
  - 疾病の成り立ち及び回復過程の促進
  - 歯・口腔の健康と予防に関わる人間と社会の仕組み
- 専門分野
  - 歯科衛生士概論
  - 臨床歯科医学
  - 歯科予防処置論
  - 歯科保健指導論
  - 歯科診療補助論
  - 臨地実習（臨床実習を含む。）
- 選択必修分野